# Dentiste
Dentiste è un cortometraggio del 1897 diretto da Georges Hatot.

## Trama
A un paziente a cui ha appena tirato un dente, un dentista dà un bicchiere d'acqua. Ma il paziente sputa l'acqua con un getto fortissimo in faccia al dentista.